# Segelfluggelände Siegen-Eisernhardt

i7
i11
i13
Das Segelfluggelände Siegen-Eisernhardt liegt in der Stadt Siegen im Kreis Siegen-Wittgenstein in Nordrhein-Westfalen, etwa vier Kilometer südlich des Zentrums von Siegen.

## Flugbetrieb
Das Segelfluggelände ist mit einer 772 m langen und 30 m breiten Start- und Landebahn aus Gras (Richtung 09/27) ausgestattet. Es besitzt eine Betriebszulassung für Segelflugzeuge, Motorsegler und Motorflugzeuge bis zu einer höchstzulässigen Flugmasse von 2000 kg, soweit diese bestimmungsgemäß zum Schleppen von Segelflugzeugen oder Motorseglern Verwendung finden. Der Start von Segelflugzeugen erfolgt per Flugzeugschlepp oder Windenstart. Der Halter und Betreiber des Segelfluggeländes ist der Luftsportverein Siegerland e. V.

## Geschichte
Der Luftsportverein Siegerland e. V. wurde 1930 gegründet. Er nutzt das Segelfluggelände seit 1934.